# 朱小蔓
朱小蔓（1947年12月—2020年8月10日），女，江苏南京人，中国教育学家，曾任南京师范大学副校长，中央教育科学研究所任所长，北京师范大学教授。

## 生平
1973年毕业于安徽师范大学中文系，1988年于东南大学获哲学硕士学位，1992年获南京师范大学教育学博士学位。1992年至1993年，在莫斯科大学哲学系作访问学者。曾先后在安徽师范大学、南京铁道医学院（现东南大学医学院）、南京师范大学工作。1996年任南京师范大学副校长，2002年调任中央教育科学研究所任所长、党委书记，2008年起任北京师范大学农村教育农村发展研究院常务副院长。同时受聘为联合国教科文组织亚太地区国际教育与价值观教育联合会价值观教育研究中心主任和农村教育研究与培训中心主任。2020年8月10日，在南京逝世，享年73岁。

## 学术贡献
主要从事教育哲学、道德教育、教师教育、农村教育领域研究工作，发表论文一百余篇。主持国家社科基金重点项目、全国教育科学国家重点课题、教育部重大委托项目、教育部人文社科基地重大招标项目等科研项目20余项。

## 社会兼职
中国教育学会副会长（第六届理事会），教育部基础教育课程教材专家工作委员会委员，中国教育发展战略学会副会长，中国陶行知研究会会长。

## 著作

### 专著
- 《情感教育论纲》（1993年，南京出版社）
- 《小学素质教育模式理论》（第一作者）（1997年，南京师范大学出版社）
- 《儿童情感发展与教育》（第一作者）（1998年，江苏教育出版社）
- 《教育面临挑战——思想的应答》（1999年，南京师范大学出版社）
- 《情感德育论》（2005年，人民教育出版社）
- 《教育职场：教师的道德成长》（第一作者）（2006年，教育科学出版社）

### 编著
- 《家庭素质教育丛书》（主编）（1997年，南京出版社）
- 《道德教育论丛（1、2卷）》（主编）（2000年，南京师范大学出版社）
- 《教育研究者的足迹（一、二）》（主编）（2003年，教育科学出版社）
- 《当代德育新理论丛书》（主编）（2003年，人民教育出版社）
- 《研训一体教师成长丛书》（主编）（2004年，教育科学出版社）
- 《20-21世纪之交中俄教育改革比较》（第一主编）（2006年，教育科学出版社）

### 主编教材
- 《品德与生活》（小学1-4册）（2003年，浙江教育出版社）
- 《品德与社会》（小学5-12册）（2003年，浙江教育出版社）
- 《思想品德》（中学1-5册）（2004年，教育科学出版社）
- 《道德与法治》（初中1-6册）（2018年，人民教育出版社）

## 奖励与荣誉
- 1994年，获江苏省哲学社会科学优秀成果二等奖
- 1998年，获江苏省高校人文社会科学优秀成果一等奖
- 2003年，获第三届中国高校人文社会科学研究优秀成果二等奖（独立）[4]
- 2004年，当选俄罗斯教育科学院外籍院士
- 2011年，获第四届全国教育科学研究优秀成果二等奖（第一完成人）[5]
- 2017年，入选《中国教育报》90名中国当代教育名家[6]
- 2019年，入选改革开放40年“教育人物40名”名单[7]